# Yūko Tsushima
Yūko Tsushima  (津島 佑子?, Tsushima Yūko),  nome d'arte di Satoko Tsushima (津島里子?, Tsushima Satoko) (Tokyo, 30 marzo 1947 – Tokyo, 18 febbraio 2016) è stata una scrittrice, saggista e critica letteraria giapponese.
Era figlia di Osamu Dazai, anch'egli un celebre scrittore, che morì quando Yūko aveva solo un anno di età.
Fa parte, insieme a Taeko Tomioka, Minako Oba e Kono Taeko, di un gruppo di scrittrici giapponesi che nella seconda metà del novecento ha focalizzato l'interesse sul privato, creando opere in cui l'intimismo e l'attenzione alla sfera sentimentale è preponderante.
Ha iniziato a pubblicare le sue prime opere mentre frequentava l'Università femminile Shirayuri e a 24 anni ha pubblicato la prima raccolta di racconti, Shaniku-sai. Scrittrice molto prolifica, ha vinto numerosi premi letterari. Nel 1972 il suo racconto Kitsune wo haramu, è stato tra i candidati al Premio Akutagawa.

## Opere
- Sulle rive del fiume di fuoco (Hinokawa no hotori), 1983.

Tradotte in italiano: 
- Hikari no ryōbun. Il dominio della luce, Safarà Editore, Pordenone, 2023.

- Il figlio della fortuna (Choji), 1978, Giunti Editore, Firenze, 1991; Safarà Editore, Pordenone, 2021.